# N° 5 on Tour
«№5 On Tour» — пятый концертный альбом Милен Фармер, вышедший 7 декабря 2009 года. Основан на концертах Милен Фармер, прошедших с мая по июль 2009 года в рамках «Tour 2009». Фактически, на этом альбоме содержится полная версия концерта, представленная во французской провинции. Трек-лист и порядок песен, по сравнению с живыми выступлениями, изменений не претерпели, при звукомонтаже некоторые песни были лишь укорочены, а крики зрителей — приглушены. На концертах в России (28 июня в Санкт-Петербурге и 1 июля в Москве) был представлен несколько иной трек-лист, отличный от альбомного.
Все песни записаны во время выступлений Милен Фармер в Лионе 12, 13 и 15 июня 2009 года.
Существует также видео «Stade de France», снятое на парижских концертах того же музыкального тура.

## История альбома
Первые достоверные сведения об альбоме появились 17 сентября 2009 года. В тот день в парижском офисе FNAC прошла презентация, где выпуск нового концертного диска Милен Фармер был анонсирован на конец ноября. Спустя полтора месяца, 4 ноября, в интернете появилась фотография медиаплана альбома, где были указаны его название, варианты изданий, трек-лист и окончательная дата выхода — 7 декабря 2009 года. На следующий день эта информация была подтверждена официально, и интернет-магазины открыли предзаказы на «№5 On Tour».
23 ноября 2009 года в социальной сети Last.fm были выложены первые отрывки песен альбома. По ошибке работников сервиса, которая была быстро исправлена, некоторые песни были загружены и доступны для прослушивания целиком. Спустя несколько дней в интернете появились видеоролики с рекламой нового диска, а 30 ноября на радиостанции был разослан первый сингл — «C'Est dans l'air (Live)».
7 декабря 2009 года альбом официально вышел во Франции, Бельгии и России. Через неделю, 15 декабря, состоялся релиз диска в Канаде.
Второй сингл с «№5 On Tour» был выпущен 2 апреля 2010 года, им стал «Paradis inanimé (live)».

## Отзывы критиков
Альбом, получил, в основном, положительные отзывы критиков.
Так, французский журнал «Voici» пишет о нём: «...Особое наслаждение — это новые аранжировки старых хитов Милен, рок-оркестровка «Libertine» и техно-версия «Désenchantée». Что необычно, на этот раз певица показывает все детали, которые составляют "соль" её шоу: смех, слезы, признание "я люблю вас" в адрес зрителей и даже некоторые фальшивые ноты. Одним словом, все те маленькие недостатки, которые делают Милен музыкальной иконой».
Другой журнал, «Têtu», говорит в том же ключе: «Альбом подкупает своей искренностью: перфекционистка Милен оставила практически неизменной оригинальную запись концерта, чтобы сохранить всю его энергию и спонтанность. Голос не всегда идеален, а временами и вовсе подводит Милен, но этот недостаток с лихвой компенсируется исполнением прежних хитов». Автор рецензии в российском интернет-издании Digitlife, напротив, хорошо отзывается о вокале Милен, но обращает внимание на большое сходство концертных аранжировок с альбомными.

## Трек-лист, варианты изданий

### Издания
- Двойной CD
- Двойной CD — «диск-книга» (буклет: твердый переплет, 32 стр.; видеобонус на втором диске; ограниченный тираж)
- Издание на виниле, 3 LP
- Цифровая версия (трек-лист стандартного издания, цифровой буклет)
- Коллекционная версия (2 CD + DVD) — ограниченный тираж (большой буклет с дополнениями, 36 стр., содержит также набор фотографий танцоров и музыкантов концерта)[19]

### Список композиций альбома
| CD 1 - «D’entre les morts» — 4:33 - «Paradis inanimé» — 4:43 - «L'Âme-Stram-Gram» — 5:27 - «Je m’ennuie» — 4:26 - «Appelle mon numéro» — 7:10 - «XXL» — 4:30 - «À quoi je sers…» — 5:07 - «Pourvu qu’elles soient douces» — 5:02 - «Point de suture» — 7:06 - «Nous souviendrons-nous» — 5:36 - «Rêver» — 5:23 - «Ainsi soit je…» — 4:18 - Interlude «Avant que l’ombre…» — 4:10 | CD 2 - «Libertine» — 5:35 - «Sans contrefaçon» — 4:09 - «Je te rends ton amour» — 5:28 - «Dégénération» — 6:58 - «Désenchantée» — 7:42 - «C’est dans l’air» — 6:08 - «Si j’avais au moins…» — 7:18 - Teaser «Mylène Farmer au Stade de France» — 2:45 (только в издании «диск-книга», анонс DVD / Blu-Ray «Mylène Farmer au Stade de France») Бонусный DVD (в коллекционном издании) 1. Клип «C’est dans l’air» — 4:40 2. Клип «Si j’avais au moins…» — 7:03 3. Teaser «Mylène Farmer au Stade de France» — 2:45 |

## Над альбомом работали
- Тексты песен: Mylène Farmer (кроме «Libertine»: Laurent Boutonnat)
- Композитор: Laurent Boutonnat (кроме «Libertine»: Jean-Claude Déquéant)
- Концертные аранжировки

Laurent Boutonnat («D'entre les morts», «Paradis Inanimé», «L'Âme-Stram-Gram», «Je m'ennuie», «Appelle mon numéro», «XXL», «Point de suture», «Je te rends ton amour», «Dégénération», «C'est dans l'air», «Si j'avais au moins...») и Yvan Cassar («A quoi je sers...», «Pourvu qu'elles soient douces», вступление к «Point de suture», «Nous souviendrons nous», «Rêver», «Ainsi soit je...», Interlude «Avant que l'ombre», «Libertine», «Sans contrefaçon», вступление к «Dégénération», «Désenchantée»)
- Музыканты

Yvan Cassar (музыкальный руководитель, фортепиано, клавишные), Jean-François Berger (клавишные), Greg Suran, David Levita (гитары), Paul Bushnell (бас-гитара), Charlie Paxson (ударные), Nicolas Montazaud (перкуссия), Estha Divine и Johanna Manchec (бэк-вокал)
- Издатель: Isiaka

(Кроме «L'Âme-Stram-Gram», «XXL», «Nous souviendrons-nous», «Rêver», Interlude «Avant que l'ombre...», «Je te rends ton amour» и «Désenchantée»: Requiem Publishing и кроме «À quoi je sers...», «Pourvu qu'elles soient douces», «Ainsi soit je...», «Libertine» и «Sans contrefaçon»: Universal Music Publishing)
- Лейбл звукозаписи: Polydor
- Выпускающая компания: Stuffed Monkey
- Альбом записывали: Jérôme Devoise и Stéphane Plisson
- Сведение и обработка: Jérôme Devoise, при помощи Tristan Monrocq, на студии Guillaume Tell (Франция, Париж)
- Исполнительный продюсер: Paul Van Parys
- Мастеринг: André Perriat (на Top Master)
- Менеджер артиста: Thierry Suc
- Тренер по вокалу: Karen Nimereala
- Фото для обложки и буклета: Claude Gassian, Robin, Nathalie Delépine
- Дизайн: Henry Neu / Com' N.B[20]

## Положение в чартах
Альбом разошёлся тиражом около 200 000 копий.
Имеет статус дважды платинового диска во Франции и золотого — в Бельгии (Валлония).
| Рейтинги продаж альбомов | Высшая строчка |
| ------------------------ | -------------- |
| Франция                  | 1              |
| Бельгия (Валлония)       | 1              |
| Россия                   | 6              |
| Швейцария                | 14             |

| Общегодовой рейтинг (2009) | Место |
| -------------------------- | ----- |
| Франция                    | 30    |